# Incalvertia fumipennis
Incalvertia fumipennis är en fjärilsart som beskrevs av W. Warren 1908. Incalvertia fumipennis ingår i släktet Incalvertia och familjen mätare. Inga underarter finns listade i Catalogue of Life.